# 亚明卵蛤
是帘蛤目帘蛤科卵蛤属的一种。主要分布于中国大陆、台湾，常栖息在潮间带至水深20米、沙质海底。